# Extreme Rules (2010)
Cet article concerne l'édition 2010 du pay-per-view Extreme Rules. Pour l'édition précédente, voir Extreme Rules (2009) et l'édition suivante.
L’édition 2010 d’Extreme Rules est une manifestation de catch (lutte professionnelle) télédiffusée et visible uniquement en paiement à la séance. L'événement, produit par la World Wrestling Entertainment (WWE), a eu lieu le 25 avril 2010 dans la salle omnisports 1st Mariner Arena à Baltimore, dans le Maryland. Il s'agit de la deuxième édition d'Extreme Rules, pay-per-view annuel ayant lieu chaque année en avril ou mai. Sheamus est la vedette de l'affiche officielle.
Huit matchs, dont troismettant en jeu les titres de la fédération, ont été programmés. Chacun d'entre eux est déterminé par des storylines rédigées par les scénaristes de la WWE ; soit par des rivalités survenues avant le pay-per-view, soit par des matchs de qualification en cas de rencontre pour un championnat. L'événement a mis en vedette les catcheurs des divisions Raw et SmackDown, créées en 2002 lors de la séparation du personnel de la WWE en deux promotions distinctes.
Le main event de la soirée est un Last Man Standing match pour le championnat de la WWE (WWE Championship) opposant Batista au champion en titre John Cena. C'est Cena qui remporte le combat et conserve donc son championnat de la WWE. La rencontre pour le championnat du monde poids-lourd (World Heavyweight Championship) oppose le nouveau champion Jack Swagger à l'aspirant no 1 Randy Orton dans un Extreme Rules match. Swagger remporte le match. Plus tôt dans la soirée, Sheamus et Triple H s'affrontent dans un Street Fight match sans enjeu, CM Punk et Rey Mysterio s'affrontent dans un dans un match simple. Si Punk perd, il devra se couper les cheveux, mais remporte néanmoins le match, et enfin, les deux anciens partenaires de Cryme Tyme, JTG et Shad Gaspard, s'affrontent dans un Strap match remporté par JTG.
9 124 personnes ont réservé leur place pour assister au spectacle, tandis que 182 000 personnes ont suivi la rencontre par pay-per-view. Le DVD du spectacle est sorti au début du mois de mai 2010.

## Contexte
Les spectacles de la World Wrestling Entertainment en paiement à la séance sont constitués de matchs aux résultats prédéterminés par les scénaristes de la WWE. Ces rencontres sont justifiées par des storylines - une rivalité avec un catcheur, la plupart du temps - ou par des qualifications survenues dans les émissions de la WWE telles que Raw, SmackDown et Superstars. Tous les catcheurs possèdent un gimmick, c'est-à-dire qu'ils incarnent un personnage gentil ou méchant, qui évolue au fil des rencontres. Un pay-per-view comme Extreme Rules est donc un événement tournant pour les différentes storylines en cours.

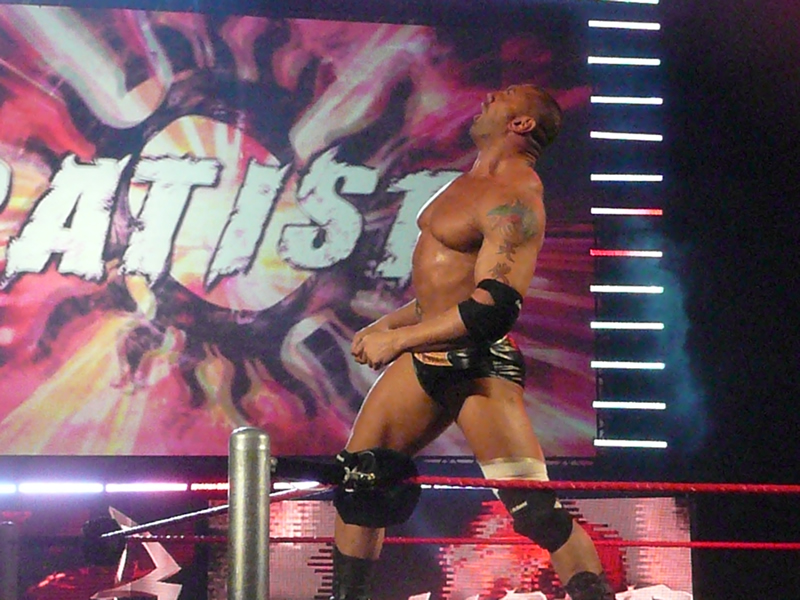
The Animal est un prétendant sérieux au WWE Championship.

### John Cena contre Batista
La rivalité (feud) prédominante de la division Raw oppose Batista et John Cena, pour le WWE Championship (championnat de la WWE). Elle débute en février 2010 lors du pay-per-view Elimination Chamber. John Cena participe à un Elimination Chamber match face à cinq autres catcheurs, dont le tenant du titre, Sheamus. Au bout d'une demi-heure, Cena remporte le championnat de la WWE en effectuant sa prise de soumission sur le dernier catcheur en lice, Triple H,. Cependant, juste après la rencontre, Vince McMahon (le président de la fédération) annonce que Cena doit défendre sa ceinture de champion sur-le-champ, dans un match simple contre Batista,,. Cette décision est due au fait que Cena a exprimé son soutien à Bret Hart, en froid avec McMahon depuis le Montreal Screwjob, lors de sa venue à Raw en tant que Guest Host. Batista, face à un Cena exténué, réalise le tombé victorieux grâce à un Spear puis une Batista Bomb,,.
Le lendemain, Vince McMahon accède à la demande de Cena, c'est-à-dire un match revanche pour le titre à WrestleMania XXVI, à condition que ce dernier sorte vainqueur d'une rencontre sans enjeu face à Batista,. Celui-ci se disqualifie volontairement en lui assénant un coup à l'aine, puis de nombreux coups de chaise hors du ring,. Cena parvient à se venger lors de WrestleMania en récupérant le titre, une nouvelle fois grâce à sa prise de soumission. Batista, frustré, sollicite à son tour un match revanche lors d'Extreme Rules 2010. David Otunga, le Guest Host de la soirée, accepte et annonce que les deux protagonistes s'affronteront lors d'un Last Man Standing match.

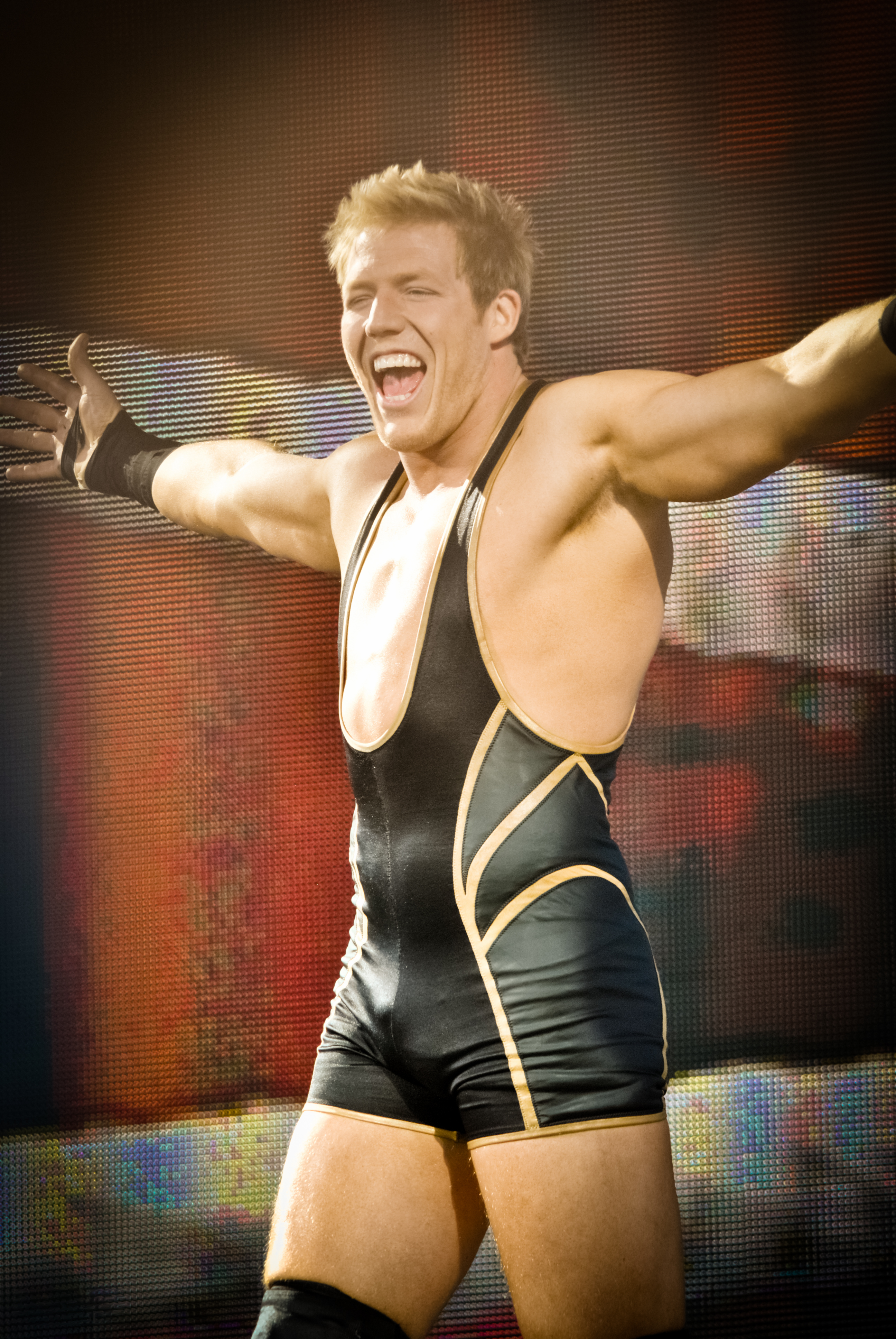
The All American-American au Tribute to the Troops 2010.

### Jack Swagger contre Randy Orton
La rivalité (feud) prédominante de la division SmackDown oppose Randy Orton (catcheur de RAW et Jack Swagger, pour le World Heavyweight Championship.
Lors de WrestleMania XXVI, Swagger décroche la mallette suspendue au-dessus du ring et obtient ainsi le droit, à tout moment et sur une période d'un an, de participer à un match de championnat pour n'importe quel titre de la fédération. Ainsi, le 2 avril 2010 à SmackDown, il profite de ce que le champion Chris Jericho se remet de l'attaque d'Edge pour utiliser sa mallette et ainsi donc, gagne le championnat du Monde Poids-Lourds. Lors d'un RAW, David Hasselhoff, Guest Star de la soirée, annonce un match sans disqualification entre Orton et Swagger.

### Rey Mysterio contre CM Punk
CM Punk et Rey Mysterio s'était confrontés pendant des semaines avant Extreme Rules. Notamment lors d'un SmackDown où Punk et sa Straight-Edge Society ont confronté Myserio devant sa famille qui était présente pour le neuvième anniversaire de sa fille. Punk et Mysterio se sont alors affrontés lors de WrestleMania XXVI, match remporté par le luchador. Par la suite, Mysterio a défié Punk : lors de Extreme Rules, les deux doivent s'affronter : si Punk perd, il se fait raser les cheveux par le Mexicain.

### Triple H contre Sheamus
La rivalité secondaire de RAW était celle opposant Triple H et Sheamus. Sheamus a estimé que Triple H était responsable de sa défaite à Elimination Chamber 2010 lorsque celui-ci a perdu le championnat de la WWE, ils s’affrontent tous deux à WrestleMania, le Celtic Warrior a perdu. En conséquence, la nuit suivante à RAW, Sheamus a attaqué Triple H avec un tuyau de plomb, et a annoncé que les deux se rencontreron dans un Street Fight à Extreme Rules.

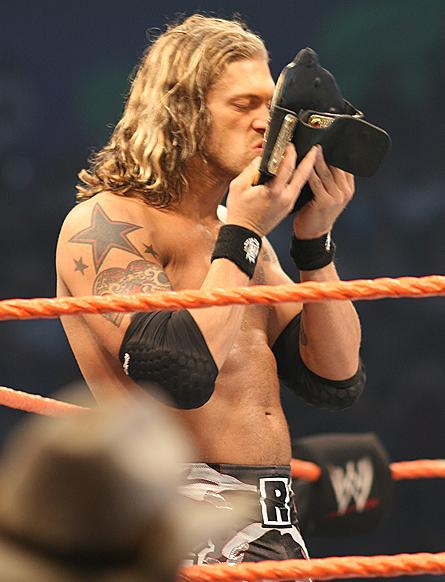
Le match entre Edge (photo) et Chris Jericho a été salué par la critique.

### Edge contre Chris Jericho
À WrestleMania XXVI, Chris Jericho bat Edge et conserve le World Heavyweight Championship. Le 2 avril à Smackdown, les deux hommes se battent et Jericho prend un Spear. Jack Swagger, frappe Edge avec la mallette du Money in the Bank et l'encaisse, puis bat Jericho. La semaine suivante, Jericho et Edge s'affrontent pour être challenger no 1 au titre. Les deux hommes se battent dans le public et sont tous les deux décomptés à l'extérieur. Ils se battent ensuite après le match et Edge porte finalement un énième Spear à Y2J. Le 12 avril à RAW, le Guest Host David Hasselhoff annonce que Randy Orton affrontera Swagger à Extreme Rules dans un Extreme Rules match pour le World Heavyweight Championship. Le 16 avril à Smackdown, Edge et Jericho se disent arnaqués. Theodore Long annonce que Jericho obtient son rematch le soir même, dans un Triple Threat match contre Jack Swagger et Edge. Swagger remporte le match et conserve son titre, puis Edge et Jericho se battent. La WWE annonce ensuite qu'ils s'affronteront dans un Steel Cage match à Extreme Rules.

### Rivalité entre JTG et Shad Gaspard
Le 2 avril à Smackdown, Cryme Tyme perd un match contre Johnny Morrison et R-Truth en 40 secondes après un Scissors Kick de R-Truth et un Starship Pain de Morrison sur Shad. Vexé que JTG ne soit pas intervenu pour stopper le tombé, Shad le passe à tabac et lui porte un STO : il fait donc un heel-turn. Le Smackdown du 16 avril, JTG bat Caylen Croft et Shad l'attaque à la fin du match. Plus tard un Strap match est annoncé entre les deux pour Extremes Rules.

### Rivalité entre Michelle McCool et Beth Phoenix
Leur rivalité commence quand Michelle McCool et Layla passent à tabac Tiffany à Smackdown. Beth Phoenix vient à sa rescousse et réalise un face-turn. Plusieurs match s'ensuivent. Le 23 avril à Smackdown, McCool et Layla battent Beth Phoenix et Mickie James. Après le match, McCool envoie Beth Phoenix dans une table à repasser puis Layla écrit au rouge à lèvres sur la figure de Phoenix. On annonce un Extreme Makeover match entre McCool et Phoenix à Extreme Rules.

## Résultats
| #                                                                | Match                                                  | Stipulation | Durée |
| ---------------------------------------------------------------- | ------------------------------------------------------ | --- | ----- |
| Dark                                                             | Kofi Kingston bat Dolph Ziggler                        | Match simple | 03:01 |
| 1                                                                | The Hart Dynasty bat ShowMiz (The Miz et The Big Show) | Gauntlet tag team match (qui incluait également John Morrison & R-Truth et MVP & Mark Henry) pour un futur match pour les Championnats Unifiés par équipe | 05:18 |
| 2                                                                | CM Punk bat Rey Mysterio                               | Match simple (si Mysterio gagne, Punk se fait raser les cheveux)                                                                                          | 15:57 |
| 3                                                                | JTG bat Shad Gaspard                                   | Strap match | 04:41 |
| 4                                                                | Jack Swagger (c) bat Randy Orton                       | Extreme Rules Match pour le Championnat du Monde poids-lourds                                                                                             | 13:59 |
| 5                                                                | Sheamus bat Triple H                                   | Street Fight | 15:46 |
| 6                                                                | Beth Phoenix bat Michelle McCool (c)                   | Extreme Makeover Match pour le Championnat féminin | 06:32 |
| 7                                                                | Edge bat Chris Jericho                                 | Steel Cage Match | 19:59 |
| 8                                                                | John Cena (c) bat Batista                              | Last Man Standing match pour le Championnat de la WWE | 24:34 |
| (c) désigne le(s) champion(s) défendant son titre dans le match. |                                                        | |       |

## Déroulement
À la suite du Dark match destiné à « chauffer » le public et durant lequel Kofi Kingston a battu Dolph Ziggler, le premier match télévisé annoncé était le Street fight entre Sheamus et Triple H mais, alors que la musique de ce dernier retentit et qu'il n'apparait pas, la caméra affiche une scène en coulisse où Sheamus attaque violemment Triple H (lui donnant notamment un coup de barre de fer). À la suite de cet évènement, les officiels annoncèrent que le match serait décalé à plus tard dans la soirée.
Peu de temps après, les Champions par équipe Unifiés ShowMiz (The Miz et The Big Show) montèrent sur le ring pour parler au micro et se vanter de leur talent. Au bout d'un moment, Teddy Long apparait et annonce qu'il a choisi trois équipes pour les affronter dans un Gauntlet tag team match et que, en cas de défaite, ShowMiz devrait défendre son titre contre l'équipe gagnante lors du RAW du lendemain.
La première équipe à les affronter, Johnny Morrison et R-Truth, fut disqualifiée (John Morisson porta trop longtemps une prise de soumission au Big Show dans les cordes) tandis que la seconde, composée de MVP et de Mark Henry, perdit par tombé (le Miz effectua le tombé à la suite d'un KO Punch du Big Show).
La dernière équipe, The Hart Dynasty (DH Smith et Tyson Kidd, accompagnés de Natalya et de Bret Hart) remporte une victoire éclair en effectuant quasiment dès le début du match leur prise de finition par équipe, la Hart Attack.
Le second match de la soirée était un match normal (le seul match non hardcore initialement annoncé) qui opposait Rey Mysterio à CM Punk. Ce dernier, accompagné de Luke Gallows et de Serena, mettait en jeu ses cheveux qu'il raserait en cas de défaite (la WWE avait placé à l'avance un siège et du matériel de coiffeur près de la rampe d'entrée). Durant le match, Gallows et Serena furent renvoyés en coulisses par l'arbitre du fait de leurs multiples interventions. Alors que Rey Mysterio venait de porter avec succès un 619 à Punk, une personne masquée (dont on ne pouvait voir que le crâne, qui était rasé) plaça une chaise sur le ring dans le dos de l'arbitre qui, quand il la vit, alla s'en emparer pour la placer en dehors du ring. Pendant ce temps, la personne masquée attrapa Rey Mysterio et lui porta un Electric Chair slam. Punk sortit ramener Mysterio sur le ring, lui porta sa prise de finition, le Go To Sleep, et effectua le tombé pour remporter la victoire et conserver ses cheveux.
Le troisième match de la soirée (et le premier à stipulation hardcore) était un Strap match opposant les deux anciens membres de l'équipe Cryme Tyme, JTG et Shad Gaspard. C'est JTG qui remporta la victoire en touchant le quatrième coin après un brise-nuque.
Le match suivant était un Extreme Rules Match entre Jack Swagger et Randy Orton et qui avait pour enjeu le Championnat du Monde poids-lourds. Après que le champion en titre Swagger a dominé le match pendant les premières minutes et porté de nombreuses souplesses à son adversaire, ce dernier revint dans le match en lui donnant notamment un coup dans le ventre avec le titre (pour contrer un Corner slingshot splash) et deux coups de poubelle sur la tête.
Il tenta également de lui porter son RKO sur une chaise dépliée mais fut contré par Swagger qui le fit atterrir sur la chaise et enchaina avec sa prise de finition (la Gutwrench Powerbomb) et effectua avec succès le tombé. Après le match, Randy Orton porta un RKO à Swagger sur le sol.
Le cinquième match était le Street Fight qui avait été repoussé. Après son entrée, Sheamus prit le micro et annonça que, comme Triple H était inapte à combattre à la suite de son attaque, il allait être déclaré vainqueur par forfait. Cependant, son adversaire fit son entrée pour combattre. Sheamus remporta la victoire par tombé après avoir effectué un total de quatre Bicycle Kicks (dont un sur la rampe d'entrée) sur Triple H. Alors que ce dernier quittait la salle après le match en étant acclamé par la foule (il s'était relevé seul alors que les officiels de la WWE tentaient de l'aider), Sheamus ressortit des coulisses et effectua sur lui un ultime Bicycle Kick (Triple H fut évacué sur un brancard).
Après une interview en coulisses d'Edge eut lieu le match pour le Championnat féminin entre Michelle McCool (accompagnée par Layla et Vickie Guerrero) et Beth Phoenix. Intitulé « Extreme Makeover match » (il s'agissait du tout premier match à cette stipulation), le principe était celui d'un match hardcore mais avec divers objets non loin du ring, dont la plupart « féminins » (du maquillage par exemple). Après avoir utilisé plusieurs objets (principalement des tables à repasser) et s'être battues en dehors du ring où Layla et Guerrero tentèrent d'aider McCool, cette dernière fit violemment chuter depuis la troisième corde Beth Phoenix qui atterrit sur la nuque (sur une table à repasser posée à plat). Finalement, Phoenix contra McCool qui tentait d'effectuer son Faithbreaker et remporta le titre après avoir effectué sa propre prise de finition, le Glam Slam.
Le septième match de la soirée était un Steel Cage match opposant Edge à Chris Jericho. À la suite du refus de ce dernier d'entrer dans la cage, la bataille commence à l'extérieur du ring avant qu'Edge ne fasse rentrer de force Jericho dans la structure métallique et n'en ferme la porte, permettant à l'arbitre de faire débuter officiellement la rencontre.
Après plusieurs tentatives vaines de Jericho pour sortir de la cage (lors de l'une d'elles, pour l'empêcher de sortir Edge attrapa le maillot de Jericho et dévoila ses fesses au public), les deux adversaires se battirent en se projetant l'un l'autre à de multiples reprises sur les murs de la cage (Jericho esquiva notamment un Spear d'Edge dont la tête s'écrasa contre le grillage).
Après avoir réalisé un Walls of Jericho sans parvenir à faire abandonner son adversaire et avoir subi un Big Boot de ce dernier, Jericho parvint à sortir de la cage : il était sur les escaliers, juste à côté du ring tandis qu'Edge était au sol dans la cage. Cependant, au lieu de poser ses pieds sur le sol (et ainsi remporter la victoire), il décida de revenir sur le ring pour tenter sans succès d'attaquer Edge avec une chaise.
Dans les minutes qui suivirent, les deux adversaires s'infligèrent l'un après l'autre leurs prises de finition : un Spear d'Edge et deux Codebreakers de Jericho (dont un sur la seconde corde, qui lui valut d'être acclamé par la public) avant de tenter le tombé, à chaque fois sans succès. Après s'être acharné sur le pied gauche de Jericho (qui le supplia d'arréter), Edge lui porta son spear et remporta le match par tombé.
Le dernier match de la soirée était un Last Man Standing match pour le Championnat de la WWE entre le champion John Cena et Batista. Durant le match, les deux participants infligèrent à leur adversaire toutes leurs prises de finition, mais ce dernier se relevait toujours avant que l'arbitre ait compté jusqu'à dix. Finalement, Cena utilisa de l'adhésif pour attacher les jambes de Batista autour du poteau. Ce dernier, coincé, ne pouvant se relever dans cette position, l'arbitre compta jusqu'à dix et Cena remporta le match.